# Aschistophleps metachryseis
Aschistophleps metachryseis is een vlinder uit de familie van de wespvlinders (Sesiidae), onderfamilie Sesiinae.
Aschistophleps metachryseis is voor het eerst wetenschappelijk beschreven door George Francis Hampson in 1895. De soort komt voor in het Oriëntaals gebied.